# Jan Hlubek
Jan Hlubek (* 1994 Ostrava) je český básník, spisovatel a nezávislý publicista. Při tvorbě knih spolupracoval například se slovenským ilustrátorem Vladimírem Rimbalou.

## Život
Je absolventem Střední odborné školy v Šumperku.
Je známý především jako autor horrorů, gotických románů a příležitostně také populárně naučné literatury, ale také pro své svérázné názory, kterými se v oblasti literatury netají.

## Dílo
Recenze ocenily vydání knihy veršovaných gotických příběhů Trpká hodina, určené náročnějším čtenářům. Kladně byla ohodnocena i forma vydání, včetně ilustrací Vladimíra Rimbaly.